# Saint-Barthélemy-le-Meil
 Saint-Barthélemy-le-Meil  es una población y comuna francesa, ubicada en la región de Ródano-Alpes, departamento de Ardèche, en el distrito de Tournon-sur-Rhône y cantón de Le Cheylard.

## Demografía
| 317 | 285 | 239 | 229 | 223 | 222 |
| Para los censos de 1962 a 1999 la población legal corresponde a la población sin duplicidades (Fuente: INSEE [Consultar]) |     |     |     |     |     |